# لی چانگ وی
لی چونگ وی (زاده ۲۱ اکتبر ۱۹۸۲) بدمینتون‌باز حرفه‌ای پیشین مالزیایی است. او به مدت ۱۹۹ هفته متمادی از ۳۱ مرداد ۱۳۸۷ تا ۲۵ خرداد ۱۳۹۱ رتبه اول رنکینگ جهانی این رشته را در اختیار خود داشت. او پس از رشید سیدک و رازلین هاشم دومین بدمینتون باز مالزیایی بود که چنین کاری را کرد (این رده‌بندی از سال ۱۳۵۹ رسماً ثبت می‌شود). او در المپیک‌های ۲۰۰۸ و۲۰۱۲ با باخت در مقابل لین دان و در المپیک ۲۰۱۶ با باخت مقابل چن لانگ از رسیدن به مقام طلا در المپیک باز ماند و به مقام نقره دست پیدا کرد.
او بدمینتون بازی خوش فکر با فوت ورک های مشهوری بوده است ،و همچنان گام برداشتن های او در زمین زبان‌زد ،بازیکنان و مربیان می باشد. در باره او یک فیلم ساخته شده
1. ↑  "最新世界排名 林丹压宗伟重返第一". Kwong Wah Yit Poh. 21 June 2012. Archived from the original on 14 August 2013. Retrieved 25 June 2012.